# Перхлорат натрия
Перхлора́т на́трия (также, ПХН) — химическое соединение NaClO4, натриевая соль хлорной кислоты. Сильный окислитель. При кристаллизации из водных растворов при температурах выше 51 градуса Цельсия выпадает безводная соль, ниже 51 градуса Цельсия моногидрат NaClO4·H2O, ниже −13 градусов — дигидрат. Как безводная соль, так и кристаллогидраты очень гигроскопичны, поэтому перхлорат натрия в основном используется как сырьё для получения других перхлоратов обменными реакциями.

## Общие сведения
Бесцветное кристаллическое вещество с орторомбической структурой. Молекулярная масса 122,45 а. е. м. Очень хорошо растворим в воде — более 209,6 г на 100 г воды при 25 градусах Цельсия. Хорошо растворим также в этиловом спирте.
При нагревании до 482 °С разлагается.

## Химические свойства
Перхлорат натрия как окислитель может взаимодействовать с широким кругом горючих веществ, например, с глюкозой:
{\displaystyle {\mathsf {3NaClO_{4}+C_{6}H_{12}O_{6}\rightarrow 6CO_{2}+6H_{2}O+3NaCl}}}

## Получение
Перхлорат натрия может быть получен несколькими различными способами, в том числе:
- Термическое диспропорционирование хлората натрия:

{\displaystyle {\mathsf {4NaClO_{3}{\xrightarrow[{}]{400-500^{o}C}}3NaClO_{4}+NaCl}}}
- Электролитическое окисление хлората натрия на платиновом аноде.
- Реакцией между хлорной кислотой и гидроксидом или карбонатом натрия.

В промышленности сейчас используется почти что исключительно второй метод.

## Применение
Ранее перхлорат натрия использовался, как гербицид. Даже небольшая его примесь в чилийской селитре вызывала гибель пшеницы и некоторых других культурных растений. Сейчас перхлорат натрия самостоятельного применения практически не находит, но его отличная растворимость в воде позволяет из него получать перхлораты любых металлов, аммония:
{\displaystyle {\mathsf {NaClO_{4}+NH_{4}Cl\rightarrow NH_{4}ClO_{4}+NaCl}}}
Кроме того, воздействуя на перхлорат натрия серной кислотой, можно получить свободную хлорную кислоту.
{\displaystyle {\mathsf {NaClO_{4}+H_{2}SO_{4}\rightarrow NaHSO_{4}+HClO_{4}}}}

## Токсичность
Сведения о токсичности перхлората натрия для животных противоречивы. В то же время, очевидно, что в силу большей стабильности тетраэдрического аниона перхлораты менее токсичны, чем хлораты, хлориты и гипохлориты. Однако при попадании внутрь организма перхлорат натрия сильно нарушает натрий-калиевый баланс, так как перхлорат калия почти нерастворим в воде (и в биологических жидкостях) при обычных температурах.
У грызунов (крыс, мышей, морских свинок) перхлорат натрия вызывает увеличение рефлекторной возбудимости, судороги и столбняк, часто с Опистотонусом. Эти симптомы наблюдались в течение 10 минут после подкожного введения крысам 0,1 г перхлората натрия, а после введения 0,22 г крысы погибали через 10 часов.